# La Croix
La Croix este un cotidian romano-catolic francez de interes general. Este publicat la Paris și distribuit în toată Franța, cu un tiraj de 87.000 din 2018. La Croix nu este în mod explicit de stânga sau de dreapta în probleme politice majore și adoptă poziția Bisericii, deși nu este un ziar religios; subiectele sale sunt de interes general, inclusiv știrile din lume, economia, religia și spiritualitatea, parentingul, cultura și știința.

## Istoria timpurie
La apariția sa în 1880, prima versiune a La Croix a fost o revistă lunară de știri. Augustinieni Asumpționiști, care au condus ziarul, și-au dat seama că formatul lunar nu obținea publicul larg răspândit pe care îl merita ziarul. Prin urmare, au decis să îl convertească într-o foaie zilnică vândută la un ban. În consecință, La Croix a devenit cotidian la 16 iunie 1883.  Părintele Emmanuel d'Alzon (1810–1880), întemeietorul Asumpționiștilor și al Oblaților Adormirii, a fondat ziarul. De asemenea, cel mai mare avocat al ziarului a fost părintele Vincent de Paul Bailly. La Bonne Presse a fost prima editură a ziarului, care se va numi Bayard Presse în 1950. 
La Croix a reușit să adune anumite grupuri de romano-catolici care căutau să se poziționeze în afara politicii de partid și a ideologiilor oficiale. La sfârșitul secolului al XIX-lea, a fost cea mai citită publicație romano-catolică din Franța, cu un număr de peste 25.000 de cititori clericali.  A câștigat mai mulți cititori atunci când a preluat conducerea în atacarea lui Dreyfus ca trădător și a stârnit antisemitismul. Guvernul radical, sub Waldeck-Rousseau, i-a forțat pe asumționiști să se exileze în afara Franței. Editura ziarului, la Bonne Presse, a fost cumpărată de Paul Féron-Vrau⁠(d), care a supravegheat operațiunile până când asumpționiștii s-au întors în Franța în temeiul legilor de amnistie din 1905. 

## Reînnoire
Timp de mulți ani, La Croix a apărut în două formate. Primul a fost un periodic de format mic destinat publicului popular, al doilea un ziar de format mare destinat unui public mai intelectual. În 1927, părintele Leon Merklen a devenit redactor-șef, iar La Croix a început să abordeze problemele sociale. Acest lucru a condus la inițiativa de înființare a Acțiunii Catolice și, de asemenea, a contribuit la crearea unei legături oficiale între Tineretul Muncitor Catolic și Biserica Romano-Catolică Franceză.
În timpul celui de-al Doilea Război Mondial, La Croix și-a mutat redacția mai întâi la Bordeaux, apoi la Limoges. Ziarul a fost închis relativ târziu în timpul ocupației, la 21 iunie 1944. Nu avea să reapară decât în februarie 1945. Părintele Gabel a supravegheat relansarea ziarului. Redactor șef din 1949, a introdus noi secțiuni, precum sport, cinema, modă și teatru. La 1 februarie 1956, La Croix a început să apară pentru prima dată fără un crucifix ca parte a antetului său. În martie 1968, ziarul a adoptat un format tabloid.
În ianuarie 1972, ziarul și-a schimbat numele în La Croix-l'Événement („Crucea-Evenimentul”). Alegerea noului titlu a fost o reflectare a dorinței redacției de a arăta că ziarul nu era doar un ziar religios, ci un cotidian obișnuit, care reflectă societatea modernă. Ziarul are cititori foarte fideli: 87% din vânzări sunt prin abonament.

## Centenar

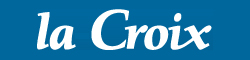
Logo-ul până în ianuarie 2016

Pentru a sărbători centenarul său în 1983, la Croix-l'Événement a luat un aspect mai nou. Ziarul a adăugat noi secțiuni odată cu sosirea lui Noël Copin, redactor-șef. Numărul de cititori a continuat să scadă, dar noua echipă condusă de Bruno Frappat, fost director de editare la Le Monde sosit în ianuarie 1995, spera să lupte împotriva acestei tendințe generale față de presa care afecta un număr mare de ziare franceze. (Un tiraj obișnuit în 1998 ar fi fost de aproximativ 127.000 de exemplare).
Bayard Press a reacționat cu o strategie dublă. Pe de o parte, a investit în modernizarea La Croix, cu editare electronică și o arhivă electronică completă a ziarului. Pe de altă parte, și-a sporit diversificarea, având o prezență mai mare în presa franceză pentru copii și adăugând noi publicații de natură catolică. De asemenea, au fost implicați în coproducția de televiziune pentru copii și în transformarea anumitor titluri, precum Notre temps, în publicații internaționale.
Eforturile ziarului au avut un oarecare succes și în 2005 au raportat o creștere a tirajului cu 1,55%. Astăzi, La Croix este unul dintre cele trei ziare naționale franceze care au realizat profit și cel mai de succes în creșterea tirajului în secolul 21. În 2019, tirajul ziarului s-a ridicat la 87.682 de exemplare. În 2020, tirajul ziarului s-a ridicat la 86.440 de exemplare.
| An    | 2009   | 2010   | 2011   | 2012   | 2013   | 2014   | 2015   | 2016   | 2017   | 2018   | 2019   | 2020   |
| ----- | ------ | ------ | ------ | ------ | ------ | ------ | ------ | ------ | ------ | ------ | ------ | ------ |
| Tiraj | 95.130 | 94.439 | 93.586 | 94.122 | 94.673 | 93.149 | 92.280 | 91.467 | 89.558 | 87.260 | 87.682 | 86.440 |

Editorii revistei La Croix au marcat un alt centenar la 12 ianuarie 1998 (publicarea J'accuse...! de Émile Zola, scrisoarea deschisă publicată în apărarea lui Dreyfus) examinând rolul ziarului în Afacerea Dreyfus. În timp ce în 1898 au publicat „Jos evreii!” și l-au etichetat pe Dreyfus drept „evreul inamic care trădează Franța”, redactorii din 1998 au declarat „Fie că erau asumpționiști sau laici, editorii La Croix aveau la acea vreme o atitudine de neiertat”.

## Războiul din Irak și demiterea lui Alain Hertoghe
În decembrie 2003, ziarul La Croix a ținut capul de afiș al ziarelor după ce l-a concediat pe unul dintre propriii jurnaliști, Alain Hertoghe⁠(d), pentru că a scris o carte care ar fi fost dăunătoare liniei editoriale a ziarului. Hertoghe a acuzat cele patru mari ziare franceze — Le Monde, Le Figaro, Libération și Ouest-France — pe lângă La Croix, de reportaje părtinitoare în timpul războiului american din Irak.